# Шикао
Франсіско Жезуїно Аванзі (порт. Francisco Jesuíno Avanzi), більш відомий як Шикао чи Шикан (порт. Chicão, 30 січня 1949, Пірасікаба — 8 жовтня 2008, Сан-Паулу) — бразильський футболіст, що грав на позиції півзахисника. По завершенні ігрової кар'єри — тренер.
Виступав, зокрема, за клуб «Сан-Паулу», а також національну збірну Бразилії.

## Клубна кар'єра
Народився 30 січня 1949 року в місті Пірасікаба. Вихованець футбольної школи клубу «XV ді Новембро» і виграв з клубом кілька юнацьких турнірів. У 1968 році головний тренер першої команди «XV листопада» Сіліньйо запросив талановитого юнака до складу, але там він не зміг себе проявити і був відданий в оренду в клуб «Уніан Агрікола Барбаренсе» де став гравцем основного складу. Повернувшись в «XV ді Новембро», Шикао знову не зміг завоювати місце в основі і перейшов в клуб «Сан-Бенту», а потім в «Понте-Прету», де вже працював Сіліньйо, який знову вивів Шикао з основного складу команди.
28 серпня 1973 року Шикао перейшов до клубу «Сан-Паулу», а через рік дійшов у складі команди до фіналу Кубка Лібертадорес, в якому «Сан-Паулу» програв аргентинському «Індепендьєнте». Через рік півзахисник виграв свій перший титул — чемпіона штату Сан-Паулу. А у 1977 році допоміг «Сан-Паулу» виграти перший в її історії титул чемпіона Бразилії. У вирішальному матчі «Сан-Паулу» переміг «Атлетіко Мінейру», а сам Шикао був визнаний найкращим гравцем цього матчу, але був звинувачений в тому, що травмував гравця «Атлетіко» Анжело, наступивши йому на ногу. Загалом за клуб футболіст провів 312 ігор та забив 19 голів.
Наприкінці 1979 року Шикао пішов з «Сан-Паулу» і на початку наступного року перейшов до «Атлетіко Мінейру». Вболівальники «Атлетіко» спочатку надзвичайно агресивно ставилися до новачка, пам'ятаючи епізод, що стався в 1976 році, але гра хавбека і взаємодія з Анжело, змінили ставлення фанатів. З «Атлетіко» Шикао виграв свій останній титул — чемпіона штату Мінас-Жерайс.
У 1981 році Шикао разом з Пальїньєю був куплений «Сантосом», який заплатив за обох футболістів 26,5 млн крузейро. Купівля двох ветеранів призвела до критики керівництва «Сантоса» з боку преси. Потім футболіст захищав кольори клубів «Лондрина» «Корінтіанс Пруденті», «Ботафогу Сан-Паулу», «Гояс», «Можі-Мірім» і «Леменсе». Завершив кар'єру у віці 37 років, після чергової травми меніска і операції, четвертої в кар'єрі Шикана.

## Виступи за збірну
25 лютого 1976 року дебютував в офіційних іграх у складі національної збірної Бразилії в матчі Кубка Атлантики з Уругваєм, а потім провів поспіль чотири зустрічі в основі команди, отримавши травму 19 травня на 23-й хвилині гри з Аргентиною.
Через рік Шикао відправився у складі збірної на чемпіонат світу 1978 року в Аргентині, в якому провів три матчі, з них тільки один матч повністю. Це була гра був з принциповим суперником, Аргентиною, в ній Шикао діяв проти півзахисника аргентинців Освальдо Арділеса, не давши тому показати свої кращі якості і починати атаки команди, за що отримав в аргентинській пресі прізвисько «Матадор». У тому ж матчі Шикао отримав жовту картку за фол проти Маріо Кемпеса.
Наступного року у складі збірної був учасником розіграшу Кубка Америки 1979 року у різних країнах, на якому команда здобула бронзові нагороди. Гра на цьому турнірі проти Парагваю у півфіналі 24 жовтня 1979 року стала останньою для Шикао за збірну. Загалом протягом кар'єри у національній команді, яка тривала 4 роки, провів у її формі 9 матчів.

## Кар'єра тренера
Завершивши кар'єру гравця, Шикао кілька разів намагався повернутися у футбол, тренуючи клуби «XV ді Новембро» і «Індепенденте» з Лімейри, але невдало. Потім він шість років тримав магазин спортивних товарів.
У 2001 році Шикан почав тренувати новостворений клуб «Атлетіко Монтенегро», який під його керівництвом вийшов у серію В2 чемпіонату штату Сан-Паулу.
8 жовтня 2008 року на 60-му році життя помер від раку стравоходу. Президент «Сан-Паулу» Жувенал Жувенсіо оголосив жалобу в клубі і організував матч пам'яті футболіста між збірною Сан-Паулу і клубом «Наутіко Ресіфі», в якій гравці збірної Сан-Паулу вийшли з чорними пов'язками на руках. 9 грудня був відкритий 3-й магазин клубу «Сан-Паулу», відкриття було присвячене пам'яті Шикао.

## Титули і досягнення
- Чемпіон Бразилії (1):

«Сан-Паулу»: 1977
- Переможець Ліги Пауліста (1):

«Сан-Паулу»: 1975
- Переможець Ліги Мінейро (1):

«Атлетіко Мінейру»: 1980
- Бронзовий призер чемпіонату світу: 1978